# História de Alfenas
Alfenas surge em terras vinculadas à Freguesia de Cabo Verde, Minas Gerais, Brasil em fins do século XVIII.

## Topônimo
O topônimo Alfenas surgiu  em referência a uma família pioneira do lugar. Conforme Adilson de Carvalho, os membros da família Martins Alfena foram os primeiros moradores do local onde surgiu a cidade de Alfenas, território então pertencente à Freguesia de Cabo Verde, em cujos livros da Matriz foram lançados, até fevereiro de 1801, todos os registros de batizados, casamentos e óbitos da região que constituiria depois a cidade de Alfenas. É certo que a ocupação do território se deu por diversas pessoas, através de desbravadores sertanistas, devendo muitos deles terem por lá passado antes disso. O que Adilson defende é que os Martins Alfenas foram os pioneiros a se fixarem no local, tendo prioridade sobre Domingos Vieira da Silva. É incontestável que o local da "Fazenda Pedra Branca" era propriedade do Capitão Joaquim Martins Borralho, tanto que o local veio a ser chamado "dos Alfenas" e não "dos Vieiras". Numa época em que se valorizava muito a precedência, os antigos Vieiras jamais teriam permitido esta denominação se não reconhecessem a precedência dos Martins Alfenas.

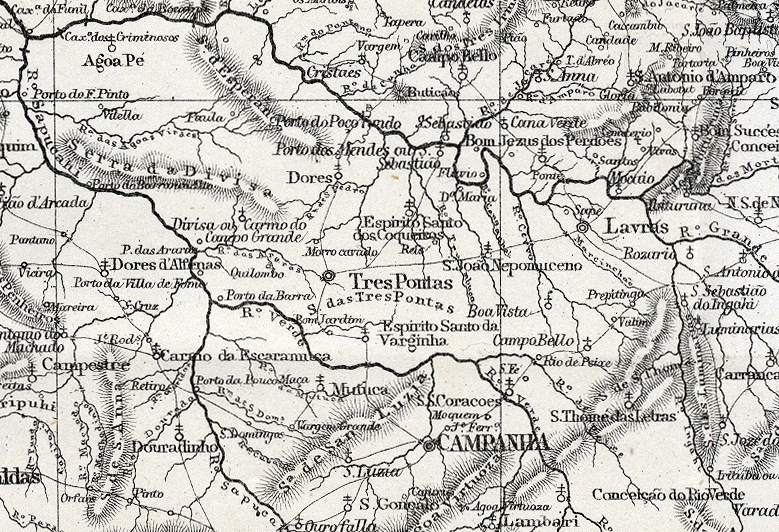
Mapa da região do antigo "Bairro do Sapucaí" em 1865, incluindo a região de Campos Gerais e Três Pontas, com o território da Sesmaria da Pedra Branca, mostrando o “Morro Cavado”, sede de Domingos Vieira da Silva, pelo menos até 1793. Vê-se, também, "Dores d'Alfenas" - sede da família Martins Alfena - e, mais a esquerda do observador, o local chamado "Vieira" - já sede da família Vieira, em 1865 (hoje denominado "Hilário Vieira")- tendo acima o local do "Pântano" e abaixo o local de "Moreira", no caminho de Cabo Verde.

Os irmãos: José Martins Alfena, Joaquim Martins Borralho, João Martins Alfena e Antônio Martins Maciel, juntamente com seus primos Francisco Martins Barbosa e Capitão Joaquim Martins Borralho (este, irmão de Francisco Martins Barbosa), foram os pioneiros do lugar. O irmão Francisco Martins Alfena (1743-1774) não foi para a região da futura cidade de Alfenas, por ter falecido antes; porém, sua filha Dorotéia Maria de Jesus, tutelada do tio José Martins Borralho, aí se radicou, casando com Antônio José Ramos, filho de Bento de Siqueira Leme (dono de parte da Fazenda Boa Vista) e de Francisca Leme da Silva.  Em 8 de outubro de 1784, o Alferes José Martins Borralho obteve sesmaria, ao pé da Serra da Esperança, entre o Ribeirões  Sapé e Águas Verdes. Em 1787, esta família já estava instalada na região, quando, na Matriz de Cabo Verde, foi batizado Manuel, filho de Francisco Martins Barbosa e Ana Gertrudes de Oliveira.
A Fundação 18 de Março (FUNDAMAR), de Paraguaçu , por incentivo do bibliófilo José Mindlin, colocou a disposição uma cópia digital do “Album Chorographico Municipal do Estado de Minas Geraes”, obra rara editada em 1927, pelo Serviço de Estatística da Secretaria de Estado da Agricultura, em comemoração ao centenário da Independência do Brasil, composto por mapas e desenhos a bico de pena do casario, cachoeiras e monumentos das 178 cidades mineiras. No mapa referente a Alfenas, o local registrado como “Vieiras” está bem destacado da sede, englobado, em parte, no então distrito de Serrania. Também no mapa de Três Pontas, do mesmo “Album Chorographico”, vê-se o “Morro Cavado”, sede da Sesmaria da Pedra Branca, de Domingos Vieira da Silva. 
.
Quanto à grafia do Nome de Família: Martins Alfena ou Martins Alfenas, é óbvio que quando se refere a uma só pessoa, fala-se no singular:  Martins Alfena; quando se refere a mais de uma pessoa, fala-se: os Martins Alfenas.
Artur Nogueira Campos, no magistral artigo NOMES PRÓPRIOS – Flexão, Ortografia e Indexação Alfabética (CAMPOS, Arthur Nogueira – NOMES PRÓPRIOS – Flexão, Ortografia e Indexação Alfabética – in Revista da ASBRAP Nº 2 – Rumograf – 1995 – p. 261-166), muito bem fundamentado nas melhores gramáticas da língua portuguesa, afirma que se os substantivos comuns são flexíveis, os próprios também são; flexionam-se segundo o gênero, o número e o grau. E, citando Aurélio Buarque de Holanda, diz: "Os nomes próprios personativos, locativos e de qualquer natureza, sendo portugueses ou aportuguesados, estão sujeitos às mesmas regras estabelecidas para os nomes comuns".  Citando também o Dicionário de Questões Vernáculas, do respeitado filólogo Napoleão Mendes de Almeida, diz: " O plural dos nomes próprios segue as mesmas regras dos nomes comuns: os Andradas, os Ferreiras, os Sotomaiores, as Peixotas, os Meneses, os Luíses, as Ineses, os Queiroses, os Joães, os Loureiros de Melo, dois Rafaéis, vários Canalettos, os Miguel-Ângelos (Miquelângelos) do Vaticano".
Os nomes pessoais, os prenomes, os sobrenomes ou nomes de família, os patronímicos, os apelidos, os hipocorísticos, as alcunhas, os ápodos, os cognomes, os epítetos, os pseudônimos, os títulos, os toponímicos e os topônimos são todos flexíveis segundo as mesmas regras autorizadas para os substantivos comuns.
Continuando com Napoleão Mendes de Almeida, o autor observa no inciso 2,  que nos nomes compostos, só um elemento do composto varia quando só ele é variável: o Pires de Camargo, os Pires de Camargo; o Oliveira Pires, os Oliveiras Pires.
Tal é o caso do sobrenome Martins Alfena ! Ora, Martins já está no plural, portanto não pode variar, restando a flexão numérica apenas ao nome Alfena. Portanto diz-se os Martins Alfenas ou a família Martins Alfena, ou os Alfenas ou a família Alfena. Esta é a norma culta da língua Portuguesa, que os antigos tanto prezavam. Portanto não procede a afirmação contida em Pioneiros Desconhecidos : "Os Martins Alfena (sic) também foram pioneiros. Trouxeram o seu nome da Alfena portuguesa. Aqui foi-lhe acrescentado um ‘S’, que tornou o nome mais elegante e mais sonoro" (cf. AYER, Aspásia Vianna Manso  Vieira – Pioneiros Desconhecidos –Revista do Instituto Histórico e Geográfico de Minas Gerais – Volume XX –  Imprensa Oficial-BH-MG  –  1986  - p. 96).

## Primeiros tempos
Em 1791, o Alferes José Martins Alfena e Bento de Siqueira Leme fundaram a Fazenda Boa Vista e, neste mesmo ano, estavam batizando seus escravos na Capela das Candongas, nome pelo qual o  Arraial de Nossa Senhora da Ajuda (Três Pontas) também era conhecido (por associação à “Fazenda das Candongas” , também chamada “Fazenda das Bandeirinhas”,  à margem do Ribeirão das Candongas, logo adiante do Córrego da Urtiga, no caminho que liga Três Pontas a Campos Gerais), e onde os moradores do Bairro do Sapucaí também frequentavam. Em 1794, já estabelecido na Fazenda Boa Vista, o Alferes José Martins Alfena levou ao batismo sua filha Teresa, sendo padrinho o Alferes Domingos Vieira da Silva, que ainda era morador em Três Pontas, posto que em 25 de setembro de 1793,   requerera sua Sesmaria da Pedra Branca que abrangia a "Chapada" e o "Morro Cavado" , da qual tomou posse definitiva a 17 de outubro de 1794, constando como cessionário o irmão Bento Ferreira de Brito (Arquivo Público Mineiro: SC.256, pag. 204 e 204-verso; Arquivo do Museu Regional de São João Del Rei: Ano de 1794, Caixa 23). Assim, depreende-se que só se estabeleceu no vale do Rio Muzambo, depois disto. Em 1792 ainda consta como morador em Lavras, tendo, assim, chegado à região depois dos Martins Alfenas. Em 1793, Domingos Vieira da Silva escreveu uma carta para o Alferes Manuel Pereira, comentando sua visita e desejando melhoras ao amigo que estava doente. A carta é assinada em Três Pontas, onde certamente residia. É de se supor que o primeiro contato dos Martins Alfenas com Domingos Vieira da Silva tenha se dado em Aiuruoca, onde, residia sua primeira mulher Ana Vilela de Assunção e os pais desta. Provavelmente, foram os Martins Alfenas que estimularam Domingos a se mudar para a região do Sapucaí. Em 1806, no inventário de sua primeira mulher, Domingos e seus filhos são citados como moradores da Vila de Nossa Senhora da Assunção de Cabo Verde. Juntamente com os Martins Alfenas, foi fundamental a participação de Domingos Vieira da Silva na construção do arraial e da capela. O mesmo autor refere que, em 1799, fora erigida uma pequena ermida, dedicada a Nossa Senhora das Dores, a qual foi demolida para dar lugar a uma Capela concluída em 1801, e que passou a  ser denominada "Capela de São José e Nossa Senhora das Dores", do que  se conclui a participação do Alferes José Martins Alfena e sua família, devotos de São José, na reconstrução do templo. Alguns pesquisadores julgam ter sido uma única construção. Em pouco tempo a capela já era conhecida por "São José e Dores dos Alfenas".
Aspásia Vianna Manso Vieira Ayer afirmou em seus artigos sobre a história de Alfenas ("Pioneiros Desconhecidos" – Revista do Instituto Histórico e Geográfico de Minas Gerais – Volume XX –  Imprensa Oficial-BH-MG  –  1986  e "A Igreja na História de Alfenas – A Fundação de Pedra Branca" – Imprensa Oficial-BH-MG – 1991 ) que  no ano de 1799 foi construída a primeira capela, por portugueses imigrantes. De acordo com sua versão, a capela, construída em homenagem a "Nossa Senhora das Dores e São José", constituía o marco de uma sesmaria doada a Domingos Vieira da Silva pela Rainha de Portugal, D. Maria I, que foi chamada, pelo sesmeiro, de "Pedra Branca". José Nicodemos de Figueiredo, genealogista e historiador de Boa Esperança, Minas Gerais, provou que a sesmaria da Pedra Branca, recebida por Domingos Vieira da Silva, localizava-se no atual município de Campos Gerais, estendendo-se até a divisa de Três Pontas, e nunca esteve no território de Alfenas. Somente nas obras de Aspásia é que se encontra a designação São José e Dores da Pedra Branca. É importante que se registre que apesar de sua fazenda chamar "Pedra Branca", o Capitão Joaquim Martins Borralho não deu esta denominação ao local.
Sobre a obra de Aspásia, historiadores e pesquisadores da Prefeitura de Alfenas afirmaram que "ao ler seu livro, ficaram-nos algumas interrogações, suas indicações bibliográficas não são precisas: muitas delas não nos permitem precisar as fontes em que se baseou e nem mesmo sua localização". O Capitão Joaquim Martins Borralho, falecido em 1827, teve seu inventário e testamento concluídos em 1832, documentos nos quais é declarada a propriedade da "Fazenda Pedra Branca, no Distrito e Curato da Capela São José e Dores do termo da Vila de São Carlos do Jacuí". Segundo historiadores da Prefeitura de Alfenas, a dita "Fazenda Pedra Branca" (próxima ao Córrego da Pedra Branca), que deu origem a Alfenas, seria a mesma fazenda mencionada por Ayer, com a ressalva de que ela pertenceu a Joaquim Martins Borralho e não a Domingos Vieira da Silva.
Contudo, Waldemar de Almeida Barbosa informa que único documento existente de doação de patrimônio data de 22 de julho de 1805 e refere-se a Francisco Siqueira Ramos e sua mulher Floriana Ferreira de Araújo como doadores de um terreno em considerável extensão confrontando com os Martins Alfenas, e acrescenta que a capela foi construída por membros da família Alfena, proprietários da Fazenda Pedra Branca. Conforme este historiador, ao redor dessa capela, foi criado um pequeno arraial. A Capela permaneceu como filial da Matriz de Cabo Verde até 14 de julho de 1832, quando a Regência Trina Permanente criou a Freguesia de São José dos Alfenas. Em 7 de outubro de 1860, a Freguesia foi elevada a categoria de vila, como nome de Vila Formosa de Alfenas. A 15 de outubro de 1869, a vila passou à categoria de cidade,com o nome de Formosa de Alfenas, depois, a 23 de setembro de 1871, simplificado para Alfenas, para não confundir com outra de mesma denominação, em Goiás. Assim vemos que, desde o início, o nome da família Martins Alfena está ligado à fundação e à evolução do local. Figueiredo, usando também da Genealogia, como ciência auxiliar da História, elucidou outro equívoco de Aspásia Vianna Manso Vieira Ayer que afirmou  que Domingos Vieira da Silva era “ligado a Funchal, na Ilha da Madeira por tradição familiar, nascido no Concelho de Braga, junto a Vieira do Minho, origem de seu pai o fidalgo português Domingos Vieira e Maria da Silva, portuguesa também de nobre estirpe.  Domingos Vieira e (da) Silva nasceu no Distrito do Concelho de Braga, pois seu pai, Domingos Vieira, tinha origem nas terras de Vieira do Minho, há poucos quilômetros de Braga, e sua mãe Maria Silva, no distrito de Silva, também pertencente ao Concelho de Braga”  (cf. AYER, Aspásia Vianna Manso Vieira – Pioneiros Desconhecidos –Revista do Instituto Histórico e Geográfico de Minas Gerais – Volume XX – Imprensa Oficial-BH-MG – 1986 - p.  83 e 84). Os estudos Genealógicos provaram que Domingos Vieira da Silva nasceu na freguesia de Brito, Concelho de Guimarães, sendo filho de Francisco Vieira da Silva (natural de Brito) e de Catarina Luís (natural de Guimarães). Em referência à mãe alegada por Aspásia (“Maria Silva portuguesa também de nobre estirpe”) ter sua “origem no Distrito de Silva, também pertencente ao Concelho de Braga”, observa-se que o local denominado “Silva” mais próximo de Braga é a freguesia de Silva, no Concelho de Barcelos. Também quanto ao falecimento de Domingos há confusão pois os registros dão seu óbito a 11 de maio de 1811, na Fazenda São Tomé, em Caldas, porém há de se considerar que parte do território de Alfenas foi desmembrado daquele município.  Carlos Eduardo Rovaron, em sua dissertação de mestrado “História da ocupação da Caldeira Vulcânica de Poços de Caldas (séc. XVIII-XIX)”, apresentada, em 2009, na Faculdade de Filosofia, Letras e Ciências Humanas da Universidade de São Paulo escreve que : “De Caldas foram desmembrados os município de Andradas-MG, Alfenas-MG, Poços de Caldas-MG, Cabo Verde-MG, Campestre-MG, Ibitiura de Minas-MG e Santa Rita de Caldas-MG. Se levarmos em conta os desmembramentos que ocorreram em Santa Rita de Caldas, Alfenas e Cabo Verde, podemos ter uma ideia da vastidão do território da Caldas antes do primeiro desmembramento ocorrido em 1860 - o de Alfenas”  (Cf. BRASIL, MINAS GERAIS (Estado). Instituto de Geociências Aplicadas: Assembleia Legislativa. As denominações urbanas de Minas Gerais:.. pag 26).
Em relação à Família Martins Alfena, sabe-se que é a mesma Família Martins Borralho, da Freguesia de São Vicente da Alfena, Portugal, cujo antepassado mais antigo deste ramo, até agora estudado, foi Isabel Martins Borralho (filha de Manuel Martins e de Maria Duarte) que, a 12 de novembro de 1694, casou-se com Manuel Antônio (filho de António Brás e de Isabel Francisca), na mesma freguesia, segundo pesquisa de Celso do Lago Paiva, tendo pelo menos oito filhos: Maria Martins Borralho, Ana Ferreira, Manuel Martins Borralho, Águeda Martins Borralho, Vicente Martins Borralho, Francisco Martins Borralho, António Martins Borralho e José Martins Borralho. Dois filhos deste casal, José e Francisco, passaram para o Brasil, estabelecendo-se nas Minas Gerais do século XVIII. Seguindo o costume português, acrescentaram o toponímico de seu local de origem ao apelido (sobrenome) de família.
Segundo Marta Amato, a família Martins Alfena, em Minas Gerais, começa em Aiuruoca com estes dois irmãos, José Martins Borralho e Francisco Martins Borralho, naturais da freguesia de São Vicente da Alfena, Concelho de Valongo, Distrito, Comarca e Diocese do Porto, na província de Douro Litoral, Portugal. No século XIX, este nome se estendeu à cidade de Alfenas.
Quanto ao sobrenome Alfena, Marcos Rodrigues Chaves afirma que em Genealogia, chamamos os nomes de família de Apelido. Aliás, ao contrário do Brasil, onde generalizou-se chamar de apelido aos cognomes e alcunhas, em Portugal esta a é denominação corrente dos sobrenomes. Era costume generalizado dos portugueses que emigravam acrescentar  o nome de seu local de origem ao apelido (sobrenome) de família. Exemplo muito conhecido é o de João Francisco Junqueira, patriarca daquela nobre linhagem, que nasceu em 1727, na freguesia de São Simão da Junqueira, Concelho de Vila do Conde, no Distrito do Porto.
Assim também procederam os membros da família Martins Borralho, da Freguesia de São Vicente de Alfena, cujos descendentes tomaram o apelido Martins Alfena como seu nome de família. Tal origem do sobrenome Alfena sempre foi conhecida pelos descendentes desta família, portanto não procedem as informações de Alexandre da Silva Mariano, em discurso de 14 de junho de 1932; de Romeu Vieira e Nelson Ferreira Lopes, dizendo: "....arbusto da família das oleínas, abundante no lugar onde residiam os Martins", dando a entender que os Martins acrescentaram o nome Alfena ao seu apelido por causa da existência de alfeneiros em sua propriedade. Além do que, o celebrado agrônomo Celso do Lago Paiva afirmou em suas pesquisas que no Brasil nunca foram encontrados Alfeneiros verdadeiros.

## Economia
No século XIX, a economia de Alfenas estava assentada na pecuária (bovinos, suínos, aves, toucinho, laticínios) e na agricultura de abastecimento (grãos, fumo, cana, algodão). Alcir Lenharo afirma que “o Sul de Minas foi o principal abastecedor do mercado carioca, para o qual produzia e exportava grande quantidade de gado em pé, além de porcos, galinhas, carneiros, toucinhos, queijos e cereais”. (As tropas da moderação. São Paulo: Edições Símbolo, 1979).  A importância do transporte fluvial foi atestada por Bernardo Saturnino da Veiga, que em seu “Almanach Sul-Mineiro para 1874” (pag. 4 e 5), informa que “Alfenas também mantinha ativo comércio com áreas vizinhas, servindo-se dos rios Sapucaí e Machado. Por meio de barcos de remos, localidades como Passos, Piumhi, Pouso Alegre e Itajubá recebiam de Alfenas algodão, toucinho, fumo, rapaduras, aguardente e toda sorte de mantimentos; em contrapartida, Alfenas recebia destes municípios principalmente sal e outros gêneros”.
Somente a partir da metade do século XIX, é que o café foi introduzido na região, como uma opção de renda a mais para os proprietários rurais. O crescimento da cafeicultura gerou lucro que permitiu o aumento do número de escravos, entre 1870 e 1880. Maria Lúcia Prado Costa informa que no ano de 1876, Alfenas estava na oitava posição em número de escravos, no Sul de Minas; em 1883, passou ao quinto lugar e, em 1885, ao quarto (Fontes para a história social do Sul de Minas: os trabalhadores de Paraguaçu e Machado-1850-1900. Belo Horizonte: Mazza Edições, 2002, p. 37). O crescimento econômico permitiu o desenvolvimento urbano e social, sendo que o mesmo “Almanach Sul-Mineiro para 1874” (pag. 2) assim descrevia o município de Alfenas,cujo  território incluía o município sede e os seguintes distritos ou termos: São Sebastião do Areado (atualmente, Areado), Carmo da Escaramuça (atualmente, Paraguaçu), Douradinho (atualmente, distrito de Machado), São Francisco de Paula do Machadinho (atualmente, Poço Fundo), Machado, São Joaquim da Serra Negra (atualmente, Alterosa), Retiro de São João Batista do Barranco Alto (atualmente, Barranco Alto, distrito de Alfenas ) e Água Limpa (atualmente, Serrania). No ano de 1874, a cidade de Alfenas possuía cerca de trezentas casas, oito ruas e quatro praças, das quais a da Matriz e a do Rosário constituíam o centro da pequena cidade.
 Em 30 de agosto de 1911, foi criado o Distrito de Fama, então destacado porto de navegação comercial, que pertenceu a Alfenas, até 7 de setembro de 1923, quando passou ao território de Paraguaçu.

Marcos Lobato Martins registra que a economia foi se modificando e se moldando, sendo a cafeicultura responsável pela coexistência do trabalhador escravo com o trabalhador livre, seja o caboclo meeiro, seja o imigrante, principalmente o italiano.  Entre o final do século XIX e o começo do XX o café se impôs como agricultura de exportação, mas sempre coexistindo com a pecuária e as culturas tradicionais. Somente, no decorrer do século XX, é que ocorreu a industrialização da cidade.

## Cronologia
- 8 de outubro de 1784, o Alferes José Martins Borralho obteve sesmaria, ao pé da Serra da Esperança, entre o Ribeirões  Sapé e Águas Verdes.
- 1787, foi batizado o primogênito na Matriz de Cabo Verde, cujo nome era Manuel, filho de Francisco Martins Barbosa e Ana Gertrudes de Oliveira; neto paterno de José Martins Borralho (natural de Alfena) e de Teodora Barbosa de Lima.
- 1799, foi erguida uma pequena ermida, dedicada a Nossa Senhora das Dores, a qual foi demolida para dar lugar a uma Capela concluída em 1801, e que passou a  ser denominada Capela de São José e Nossa Senhora das Dores.
- 21 de janeiro de 1802, Januário Garcia Leal, o "Sete Orelhas", recebe carta patente, nomeando-o Capitão de Ordenanças do Distrito de São José e Nossa Senhora das Dores.
- 22 de julho de 1805, foi feita a doação do patrimônio aonde encontra-se a atual Matriz.
- 7 de outubro de 1860, a Freguesia foi elevada a categoria de vila, como nome de Vila Formosa de Alfenas.
- 15 de outubro de 1869, a vila passou à categoria de cidade,com o nome de Formosa de Alfenas, e depois em 23 de setembro de 1871, simplificado para Alfenas, para não confundir com outra de mesma denominação, em Goiás.

## Prefeitos
- Francisco José Mariano - (1890-1895)
- Gaspar José Ferreira Lopes - (1896 - 1911)
- José Bento Xavier de Toledo - (1912 - 1914)
- José Maria de Moura Leite - (1915 - 1918)
- Nicolau do Prado Coutinho - (1919 - 1922)
- Gabriel de Moura Leite - (1923 - 1926)
- Bento Gomes Ribeiro da Luz - (1926 - 1930)
- Ismael Brasil Correia - (1930 - 1936)
- Sebastião da Silveira Barroso - (1937 - 1939)
- Salomão Barroso - (1939 - 1943)
- Américo Totti - (1944 - 1946)
- Romeu Vieira - (1946 - 1947)
- Samuel Vilhena Valadão - (janeiro - abril de 1947)
- José Martins de Siqueira (abril - novembro de 1947)
- Fausto Monteiro - (1947 - 1951)
- Pedro Martins de Siqueira - (1951 - 1954)
- João Januário de Magalhães, ("Doutor Janjote") - (1955 - 1959)
- Antônio Silveira - (1959 - 1962)
- Francisco dos Reis Silva - (1962)
- Samuel Vilhena Valadão - (1963 - 1967)
- Hesse Luís Pereira - (1967 - 1970)
- Aristides Vieira de Sousa - (1971 - 1973)
- Hesse Luís Pereira - (1973 - 1976)
- José Würtemberg Manso - (1977 - 1982)
- Hesse Luís Pereira - (1983 - 1988)
- José Würtemberg Manso - (1989 - 1991)
- Dagoberto Engel - (1991 - 1992)
- Antônio Munhoz Leite - (1993 - 1996)
- Hesse Luís Pereira - (1997 - 2000)
- José Würtemberg Manso - (2001 - 2004)
- José Batista Neto - (2004)
- Pompilio de Lourdes Canavez - (2005-2010)
- Luiz Antônio da Silva - (2010-2012)
- Maurilio Peloso - (2012-2016)
- Luiz Antônio da Silva - (2016-Presente)